# Crna Trava
Crna Trava (cirill betűkkel Црна Трава) falu, az azonos nevű község székhelye Szerbiában, a Jablanicai körzetben.

## Népesség
- 1948-ban 2 051 lakosa volt.
- 1953-ban 1 860 lakosa volt.
- 1961-ben 1 639 lakosa volt.
- 1971-ben 1 276 lakosa volt.
- 1981-ben 873 lakosa volt.
- 1991-ben 688 lakosa volt
- 2002-ben 563 lakosa volt, melyből 553 szerb (98,22%), 6 bolgár, 3 jugoszláv és 1 nem nyilatkozott.